# ドラゴンボールZ ヒット曲集ベスト
『ドラゴンボールZ ヒット曲集ベスト』は、テレビアニメ『ドラゴンボールZ』のベスト・アルバム。

## 概要
- テレビアニメ『ドラゴンボールZ』のベストアルバム。1996年11月30日に日本コロムビアからリリースされた。
- ジャケットには、孫悟空とこれまでに発売されたドラゴンボールZ ヒット曲集のジャケットが描かれている。

## 収録曲

### DISC 1
1. あいつは孫悟空
歌:影山ヒロノブ・Waffle
作詞:森雪之丞 / 作曲:清岡千穂 / 編曲:山本健司
2. Happy Birthday
歌:KUKO（Waffle）
3. パワー オブ スマイル
歌:KUKO（Waffle）
4. MIND POWER…気…
歌:影山ヒロノブ、佐藤有香
5. HERO(キミがヒーロー)
歌:影山ヒロノブ&YUKA
作詞:佐藤大 / 作曲:清岡千穂
6. Brain Dance
歌:YUKA
7. spacepeopleDBZ
歌:影山ヒロノブ
8. Cool Cool ダンディ
歌:石原慎一
9. 運命の日～魂VS魂～
歌:影山ヒロノブ
テレビアニメ『ドラゴンボールZ』 184話 挿入歌
10. 夜明けの子供たち
歌:KUKO
11. 青い風のHOPE
歌:影山ヒロノブ
12. 銀河を超えてライジング・ハイ
歌:影山ヒロノブ
13. 飛び出せ！ヒーロー(reprise) all performed by MONOLITH
14. Growin' Up いつかまた逢える日まで…
歌:影山ヒロノブ&Team DBZ
15. CHA-LA HEAD-CHA-LA～JUNGLE FEVER MIX～
歌:影山ヒロノブ

### DISC 2
1. 永遠の地球
Waffle
2. Good night my Blue
歌:KUKO
3. 光の旅
歌:影山ヒロノブ,KUKO
4. 夢のかけら
歌:KUKO（Waffle）
5. 時と光の下で
歌:影山ヒロノブ,KUKO
6. MESSAGE FROM FUTURE…未来からの伝言…
歌:KUKO,佐藤有香
7. WHITE & WORLD & TRUE…白と世界と心…
歌:佐藤有香
8. HO・TA・LU
歌:YUKA
作詞:岩室先子 / 作曲:平間あきひこ
9. 黄金のコンパス
歌:影山ヒロノブ
10. アクアリウムの夜
歌:石原慎一&CHIHO
11. 星の見た夢
歌:KUKO
12. FOR EVER～
歌:影山ヒロノブ
13. 空めぐる冒険
歌:KUKO
作詞:佐藤大 / 作曲:清岡千穂
14. 瞳の中の地球
歌:KUKO
15. 君の空へ
歌:影山ヒロノブ,石原慎一,KUKO&フレンズ